# Bobki (Kamesznica)
Bobki (Babki) – część wsi Kamesznica w Polsce, położona w województwie śląskim, w powiecie żywieckim, w gminie Milówka, u stóp Baraniej Góry, około 6 km na południowy wschód od Wisły i około 12 km na południowy zachód od Żywca.
W latach 1975–1998 Bobki należały administracyjnie do województwa bielskiego.